# Йорншьолдсвик (община)
Община Йорншьолдсвик (на шведски: Örnsköldsviks kommun) е разположена в лен Вестернорланд, североизточна централна Швеция с обща площ 6789 km2 и население 54 986 души (към 31 декември 2013). Административен център на община Йорншьолдсвик е едноименния град Йорншьолдсвик.